# IgE
- I domini Ig delle due catene pesanti;
- I domini Ig delle due catene leggere.

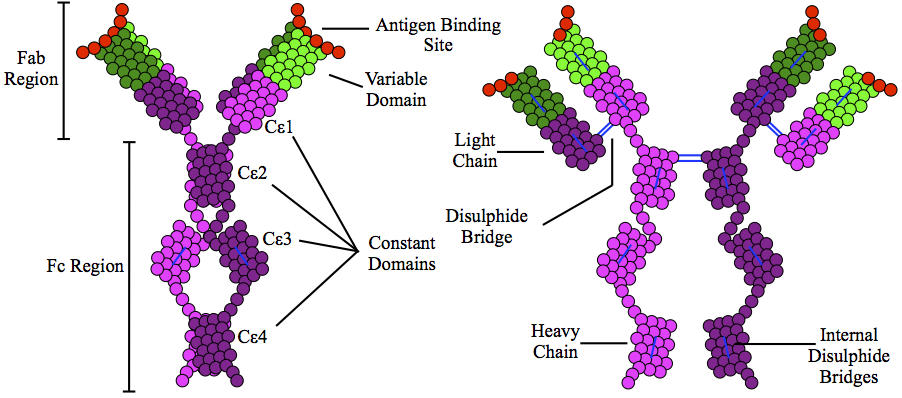
Schema della struttura quaternaria di un monomero di IgE. Per semplicità sono stati omessi i residui saccaridici della glicoproteina. Sono evidenziati a sinistra dell'immagine:
- I domini Ig delle due catene pesanti;
- I domini Ig delle due catene leggere.

Le immunoglobuline E (IgE) sono un isotipo di immunoglobuline (cioè anticorpi) che hanno la particolarità di trovarsi solo nei mammiferi.
Sono glicoproteine coinvolte nella risposta immunitaria dell'organismo umano, in particolare hanno la funzione di proteggere l'organismo dalle infezioni da parte di parassiti (soprattutto elminti come Schistosoma mansoni, Trichinella spiralis, e Fasciola hepatica).
Le IgE sono utilizzate durante la difesa immunitaria contro altri parassiti, come il protozoo Plasmodium falciparum.
Esse sono anche le principali responsabili delle più diffuse malattie da ipersensibilità di tipo I che colpiscono la popolazione dei Paesi industrializzati, ossia l'asma allergica, la maggior parte delle sinusiti, la rinite allergica, allergie dovute al cibo e specifici tipi di orticaria cronica e dermatite atopica.
Le IgE giocano un ruolo fondamentale anche in risposta ad allergeni come ad esempio: farmaci anafilattici, puntura d'ape e preparazioni di antigeni utilizzate nell'Immunoterapia specifica desensibilizzante.
Nell'uomo esse sono sintetizzate dai linfociti B, più precisamente dalle plasmacellule che si trovano soprattutto nella tonaca sottomucosa degli apparati respiratorio e intestinale: organizzate in questo modo costituiscono una sorta di "seconda barriera" alle infezioni dopo le IgA.

## Struttura
Le IgE nella loro forma monomerica sono composte, come tutte le immunoglobuline, da:
- una coppia di catene pesanti H (catene ε), peculiari delle IgE, ciascuna contenente:
  - un dominio Ig variabile;
  - quattro domini Ig costanti (Cε1-Cε4); in questo, esse assomigliano alle catene pesanti μ delle IgM, anch'esse costituite da quattro domini CH, mentre gli altri tipi di immunoglobuline (IgA, IgD e IgG) contengono solo tre domini Ig nella loro catena pesante.[4]

- una coppia di catene leggere (L). Le catene leggere sono identiche a quelle presenti nelle altre immunoglobuline e contengono ciascuna due domini Ig, uno variabile (V) e uno costante (C).

## Funzione

Meccanismo di degranulazione dei mastociti/basofili mediato dalle IgE

La produzione di IgE viene stimolata da una particolare sottopopolazione di linfociti T helper, i linfociti TH2: il differenziamento dei linfociti T in questa particolare sottopopolazione viene stimolato dall'incontro con particolari antigeni, tra cui quelli presenti sulla superficie di parassiti ed elminti e gli allergeni. Una volta che i linfociti T helper si sono evoluti in linfociti TH2, questi ultimi cominciano a produrre citochine quali IL-4 e IL-5, che stimolano lo switch isotipico dei linfociti B in cellule secernenti anticorpi IgE.
Le IgE hanno un meccanismo d'azione singolare rispetto alle altre immunoglobuline: non appena prodotte, infatti, esse si legano immediatamente con la loro porzione Fc al recettore FcεRI (recettore di tipo I per il frammento Fc delle catene ε) che si trova sulla superficie di mastcellule, eosinofili e basofili. L'IgE funziona quindi come un recettore della mastcellula stessa: una volta venuto a contatto con l'antigene per la quale è specifica, essa stimola la degranulazione del mastocita e la liberazione di istamina (ammina biogena derivante dalla decarbossilazione dell'amminoacido istidina, la quale agisce come vasodilatatore) e mediatori lipidici (prostaglandine, leucotrieni, trombossano) nello spazio intercellulare, scatenando la reazione allergica.

### Le allergie e l'"ipotesi dell'igiene"
Le IgE sono molto utili per difendere l'organismo umano da particolari parassitosi, come le elmintiasi, che sono frequenti soprattutto nei Paesi sottosviluppati. Tuttavia, nel mondo industrializzato, queste malattie sono diventate sempre meno diffuse e quindi le IgE hanno finito per assumere un ruolo sempre più negativo nella patologia umana, essendo associate solo allo sviluppo di allergie.
L'"ipotesi dell'igiene", elaborata da alcuni studiosi agli inizi del ventunesimo secolo, sostiene che l'aumentata insorgenza di reazioni allergiche sia dovuta a una carenza nel processo di switch dei linfociti T helper verso la popolazione TH1, soppiantato dallo switch esclusivo verso la popolazione TH2: tutto ciò sarebbe dovuto alla mancanza di un'adeguata stimolazione del sistema immunitario durante l'infanzia, a causa del sempre maggiore stato di asepsi in cui vivono i bambini nati nel mondo occidentale.